# 苏珊娜·伊希诺娃
苏珊娜·伊希诺娃（捷克語發音：[ˈzuzana ˈɦɛjnovaː]，1986年12月19日—）是一名捷克女子田径运动员，主攻100米、100米栏、400米和400米栏，以及七项全能。赢得2012年奥运会400米栏铜牌，2013年和2015年世界田径锦标赛400米栏金牌（53.50）。